# Concilie van Verona
Het Concilie van Verona vond plaats in oktober 1184 in de Italiaanse stad Verona en werd bijgewoond door paus Lucius III, keizer Frederik I Barbarossa, de grootmeester van de Orde der Tempeliers, de grootmeester van de Orde van Malta en de patriarch van Jeruzalem. 
Tijdens het Concilie werd opgeroepen tot een streng optreden tegen de ketters en werd opgeroepen tot een keizerlijke kruistocht. Tot de verketterden behoorden de Katharen, de Patarini, de Waldenzen en de volkskerk van Arnold van Brescia.
Een andere kwestie was de samenvoeging van de landerijen van Mathilde van Toscane. Per testament waren haar landgoederen toebedeeld aan de Pauselijke Staat. Het gebied behoorde echter tot het Heilige Roomse Rijk en de paus eiste het bezit ervan op. Het overleg hierover liep op niets uit.
Volgend op het Concilie vaardigde paus Lucius III de bul Ad Abolendam (Nederlands: Met het doel af te schaffen) uit, wat een begin betekende van de werkzaamheden van de Inquisitie.